# Meisenthal
Meisenthal é uma comuna francesa na região administrativa do Grande Leste, no departamento de Mosela. Estende-se por uma área de 6.36 km², e possui 685 habitantes, segundo o censo de 2018, com uma densidade de 110 hab/km².